# Lijst van voetbalinterlands Nederlandse Antillen - Saint Lucia
Deze lijst van voetbalinterlands is een overzicht van alle officiële voetbalwedstrijden tussen de nationale teams van de Nederlandse Antillen en Saint Lucia. De landen speelden een keer tegen elkaar, een kwalificatiewedstrijd voor de Caribbean Cup 2010 op 17 oktober 2010 in Paramaribo (Suriname).

## Wedstrijden
| № | Plaats     | Datum           | Competitie                      | Wedstrijd                          | Uitslag |
| - | ---------- | --------------- | ------------------------------- | ---------------------------------- | ------- |
| 1 | Paramaribo | 17 oktober 2010 | Caribbean Cup 2010 kwalificatie | Saint Lucia – Nederlandse Antillen | 2 – 2   |

## Samenvatting
| Competitie                 | Totaal gespeeld | Winst Ned. Ant. | Gelijk | Winst Saint Lucia | Doelsaldo Ned. Ant. – Saint Lucia |
| -------------------------- | --------------- | --------------- | ------ | ----------------- | --------------------------------- |
| Caribbean Cup-kwalificatie | 1               | 0               | 1      | 0                 | 2 − 2                             |
| Totaal                     | 1               | 0               | 1      | 0                 | 2 − 2                             |